# 浦添警察署
浦添警察署（うらそえけいさつしょ）は、沖縄県浦添市仲間にある沖縄県警察管轄の警察署である。管轄は浦添市と中頭郡西原町、及び宜野湾市、中頭郡中城村の一部地域（琉球大学の敷地内）。

## 所在地
- 沖縄県浦添市仲間2-51-1（沖縄県道38号浦添西原線沿い）
- アクセス 
  - 　那覇バスターミナルより56番・浦添線（琉球バス交通）に乗車。前田西入口バス停下車、徒歩1分。
  - 　沖縄都市モノレール線浦添前田駅下車、徒歩2分。

## 管轄区域
- 浦添市
- 中頭郡西原町
- 琉球大学敷地内

## 概要
人口増加の著しい浦添市と西原町の治安強化のため、1985年（昭和60年）に浦添市の現在地に設置。浦添市は宜野湾警察署、西原町は与那原警察署からそれぞれ分離し、管轄区域とした。
また、琉球大学に関しては、本部が西原町にあるため、大学全敷地を当警察署が管轄している。敷地には通常は宜野湾警察署管轄の宜野湾市、中城村も含まれているが、これらの地域に関しては宜野湾警察署は管轄外となっている。
ちなみに当警察署沿いの沖縄県道38号浦添西原線（主要地方道）の安波茶交差点（安波茶）～西原入口交差点（前田）の区間は「警察署通り」となっている。

## 警察署周辺
- 浦添市立浦添小学校
- 浦添市立浦添中学校

## 交番
- 仲間交番（浦添市仲間2丁目）
- 牧港交番（浦添市牧港1丁目）
- 城間交番（浦添市城間1丁目）
- 内間交番（浦添市内間4丁目）
- 小那覇交番（西原町字嘉手苅）
- 坂田交番（西原町字棚原）

## 駐在所
なし

## その他
- 沖縄県警交通機動隊（浦添市西原）

※ 沖縄自動車道全線を管轄するため、当警察署とは直接関係ない